# Charles Du Bos
Pour les articles homonymes, voir Bos.
Charles Du Bos, né à Paris le 27 octobre 1882, mort à La Celle-Saint-Cloud, le 5 août 1939, est un écrivain français et un critique littéraire au sens du XIXe siècle, dont l'œuvre est essentiellement constituée de son Journal et de textes critiques. Il est notamment célèbre pour avoir écrit dans La notion de littérature et la beauté du langage que « la littérature, c’est la pensée accédant à la beauté dans la lumière ».

## Biographie
Il naît d'un père français de la haute bourgeoisie parisienne — ami d'Édouard VII et fils d'une Polonaise, Mlle Laska — et d'une mère anglaise — née Mary Johnston, fille d'un banquier anglais (Banque d'Angleterre) et d'une Américaine —. Suivent en 1890 des jumeaux, Madeleine et Jean.
Il étudie à l'école Gerson, puis au lycée Janson-de-Sailly. Il bénéficie d'une formation cosmopolite dans divers pays d'Europe lors de séjours à Oxford, Berlin et Rome notamment. Très tôt, il est capable de lire dans le texte des auteurs tels que Thomas Carlyle, Henry James, John Ruskin, Percy Bysshe Shelley, Hugo von Hofmannsthal et Rainer Maria Rilke. À 17 ans, il se lie à Joseph Batuzi. Il va à Venise et devient élève de Bergson. « Je suis né à 17 ans » déclare-t-il. À 19 ans, il va au collège Balliol à Oxford, où il obtient une licence d'anglais. Il passe ensuite un an en Allemagne. Il retourne à Venise et à Florence.
De sa femme, Juliette Siry (1884-1970), qu'il épouse le 7 février 1907 à La Celle-Saint-Cloud, il a une fille, Primerose (1919-1985), qui épouse en 1954 l'écrivain et traducteur tchèque Jan Čep.
En 1907, l'abbé Mugnier le pousse au Journal. En 1909, il va en Hollande. En 1911, il rencontre André Gide. De 1908 à 1911, il participe au club des Longues moustaches. En 1914, il fonde avec André Gide le Foyer France-Belge. Son frère Jean meurt pendant la guerre et sa mère en 1919, de la grippe espagnole.
Avant le Noël 1920, il s'installe sur l'île-Saint-Louis. Il publie sur Prosper Mérimée et donne des conférences chez André Maurois. En 1926, il rencontre l'abbé Bremond et revient au catholicisme, se convertissant l'année suivante. En 1930, il crée Vigile avec l'abbé Altermann et François Mauriac. Il donne des conférences en Suisse, Allemagne et Belgique.
En 1932, il revient à l'île-Saint-Louis, qu'il avait quittée pour Versailles en 1928. Sa secrétaire est Mme Jean Mouton, née Mlle Vaison. En 1937 a lieu une nouvelle opération « de la souffrance physique ». Il part en Amérique. Il revient à Paris en juin 1939 et meurt le 5 août suivant.
Il était ami d'un érudit italien, Mario Praz, qui fréquentait « son studio charmant dans l'île Saint-Louis ».
Il a aussi résidé 49 rue de la Tour (16e arrondissement de Paris), y recevant régulièrement André Gide et le peintre Jacques-Émile Blanche. « Il avait coutume de vivre à la lumière artificielle de quelques bougies » note l'historien de Paris Jacques Hillairet.
Il repose au cimetière de La Celle-Saint-Cloud, dans le même caveau est enterré aussi son gendre Jan Čep.

## Carrière et travaux
Du Bos n'est pas vraiment un critique littéraire au sens où on l'entend aujourd'hui. Il ne cherche pas à mettre en évidence les points forts et les faiblesses, ni à déceler les failles d'une œuvre. Il refuse de classer ses lectures par famille d'esprit et ne traite pas des « nouveautés ». Son approche d'un créateur ou d'une œuvre littéraire, musicale, plastique ou philosophique n'est pas purement intellectuelle. Grand lecteur des classiques et de ses contemporains dont il fut souvent l'ami, sa « méthode » est une absorption, une plongée dans les profondeurs des sensations que lui procurent la lecture, l'écoute et la contemplation qui se combinent dans la perception des auteurs ou des œuvres. Ce qu'il cherche, c'est « l'âme » de l'œuvre, ce qui est invisible, son esprit. Il veut aimer sans juger, suivre son intuition.
Malgré une maladie chronique, son activité dans le monde de l'édition des années 1920 et 1930 est très importante. Il est tout à tour  traducteur, directeur de collections, préfacier, auteur de notes pour la NRF et plusieurs revues littéraires, conférencier, auteur de cours publics partiellement improvisés, animateur des Décades de Pontigny, collaborateur de Jacques Schiffrin pour les éditions de La Pléiade, qui sera reprise par les éditions Gallimard en 1933.
Parfait anglophone, pratiquant l'allemand et l'italien, il est, entre les deux guerres, le passeur en France de la littérature de langue anglaise classique et contemporaine mais aussi allemande et russe, en tant que préfacier ou traducteur.
Ses essais portent sur :
- Henri-Frédéric Amiel, Baudelaire, Henri Bergson, Bernanos, Paul Claudel, Benjamin Constant, Georges Duhamel, André Gide, Maurice de Guérin, Pierre Loti, Eugène Marsan, François Mauriac, Prosper Mérimée, Anna de Noailles, Blaise Pascal, Marcel Proust, Jules Renard, Jacques Rivière, Paul-Jean Toulet, Paul Valéry… pour la langue française ;
- Robert Browning, Lord Byron, Thomas Hardy, Henry James, Walter Pater, William Shakespeare, Percy Bysshe Shelley, Lytton Strachey, Elizabeth Barrett Browning… pour la langue anglaise ;
- Stefan George, Johann Wolfgang von Goethe, Hugo von Hofmannsthal, Friedrich Nietzsche, Novalis, Rainer Maria Rilke… pour la langue allemande ;
- Mikhaïl Lermontov, Anton Tchekhov, Léon Tolstoï… pour la langue russe ;
- Ernest Chausson, Claude Debussy… pour la musique.

L'amitié anime sa vie et son œuvre. Inséparable de sa perception de l'œuvre dont il parle, soit qu'il rencontre l'auteur contemporain, soit que l'auteur mort ne devienne par la lecture un ami véritable. Parmi ses contemporains, André Gide, Bernard Groethuysen, Gabriel Marcel, Paul Bourget, Edith Wharton, Marcel Proust font partie de ceux avec qui il entretient des échanges fréquents qui nourrissent en permanence son travail intérieur.
On ne peut évoquer Charles Du Bos sans parler de religion et de spiritualité. Chrétien travaillé par le doute, son sentiment religieux est inséparable de son expérience esthétique et inversement. L'absolu auquel il est attaché se révèle dans les profondeurs où se tissent  les liens de la métaphysique et de l'Art.

## L'étude critique de son œuvre
De nombreux auteurs ont étudié l'œuvre de Charles Du Bos, et tout particulièrement Michèle Leleu, qui y consacra l'essentiel de sa vie. Pendant vingt années, elle fut la secrétaire générale et la cheville ouvrière de la Société des amis de Charles Du Bos, sous la présidence de Gabriel Marcel. Elle eut la chance de bénéficier de l'aide de Juliette Du Bos qui lui donna accès à tous les inédits, ainsi que de l'exceptionnel accueil de nombreux amis de Charles Du Bos : Bernard Berenson, Ernst-Robert Curtius, Gabriel Marcel, Jacques Maritain, François Mauriac, André Maurois et bien d'autres, qui lui apportèrent une connaissance profonde de leur ami. Michèle Leleu prit la charge des 19 Cahiers Charles Du Bos où se retrouvent, déchiffrés par elle, des inédits du Journal et une partie de la volumineuse correspondance.

## Œuvres
- Approximations série I Texte intégral, série II[6] (1927), série III (Éditions Le rouge et le noir, 1929), série IV (Éditions Corrêa, 1930), série V (1932), série VI (Éditions Corréa, 1934), série VII (Éditions Corréa, 1937) - réédition éd. des Syrtes (préface de Michel Crépu), 2000, 1525 p.  (ISBN 2-84545-008-7).
- Extraits d'un Journal, 1908-1928 (2e édition augmentée), Éditions Corréa, 1931. (Première édition: Éditions de la pléiade (Paris), 1928).
- Journal, t. I, 1921-1923, Éditions Corréa, 1946, réédition Journal 1920 - 1925, Éditions Buchet-Chastel, 2003,  (ISBN 2-283-01896-X), 1069 p. .
- Journal, t. II, 1924-1925, Éditions Corréa, 1948.
- Journal, t. III, 1926-1927, Éditions Corréa, 1949, réédition Journal 1926 - 1929, Éditions Buchet-Chastel, 2004,  (ISBN 2-283-02001-8), 999 p. .
- Journal, t. IV, 1928, Éditions Corréa, 1950.
- Journal, t. V, 1929, Éditions Corréa, 1954.
- Journal, t. VI, janvier 1930 - juillet 1931, La Colombe, Éditions du Vieux Colombier, 1955, réédition Journal 1930 - 1939, Éditions Buchet-Chastel, 2005,  (ISBN 2-283-02076-X), 1054 p. .
- Journal, t. VII, août 1931 - Octobre 1932, La Colombe, Éditions du Vieux Colombier, 1955.
- Journal, t. VIII, 1933, La Colombe, Éditions Du Vieux Colombier, 1959.
- Journal, t. IX, avril 1934 - février 1939, La Colombe, Éditions du Vieux Colombier, 1961.
- Réflexions sur Mérimée, Albert Messein, 1920.
- Le dialogue avec André Gide, Éditions Au sans pareil (Paris), 1929 Texte intégral en ligne, réédition Éditions Corréa, 1946.
- Byron et le besoin de la fatalité, Éditions Au Sans-Pareil, 1929, réédition Éditions Buchet-Castel, 1957 puis Archives Karéline 2009.
- François Mauriac et le problème du romancier catholique, Éditions Corréa, 1933.
- Qu'est-ce que la littérature ? Traduit de l'anglais par Mme Charles Du Bos. Et Dernier journal intime. Suivi de Hommage à Charles Du Bos par François Mauriac, Charles Morgan, Camille Mayran, J. Mouton, G. Marcel, Paule Régnier…, Éditions Plon, Collection « présences », 1945, réédition Éditions L'Âge d'Homme, Collection Bruit du temps,  (ISBN 2-8251-2922-4) .
- Grandeur et misère de Benjamin Constant, Éditions Corréa, 1946.
- Commentaires, avec une préface de Gabriel Marcel, Desclée de Brouwer, sd [Pages du journal de 1938]
- La Comtesse de Noailles et le climat du génie, Éditions La Table Ronde, 1949,  (ISBN 2-7103-1173-9).
- Goethe : les Plus belles pages choisies et présentées par Marcel Brion. Traduction de Porchat, Marcel Brion, Charles Du Bos, Alexandre Arnoux, Éditions Corréa, 1949, réédition Archives Kareline, 2008,  (ISBN 2-35748-025-4).

## Prix
- Prix Alfred-Née 1937[7].

## Pour approfondir